# Eva Steen Christensen
 Eva Steen Christensen, (født 24. maj 1969) er en (dansk) kunstner uddannet i England på City of Bath College-Foundation Course 1992-1993 og Chelsea School of Arts - skulptur 1993-96. Bor og arbejder i København.

## Kunstnerisk praksis
Eva Steen Christensen arbejder med både skulpturer og installationer. Værkerne har ofte et arkitektonisk tilsnit med begreber som struktur, funktion og rum som omdrejningspunkter ligesom forskydninger og bearbejdninger af velkendte former kan betegne af Eva Steen Christensens kunstneriske tilgang.
Eva Steen Christensen har blandt andet udstillet på Kunsthallen Brandts, Malmö Konsthall, Charlottenborg, Sophienholm og Ystad Kunstmuseum.
Medstifter af Skulpturi.dk.

## Udsmykninger
Udsmykningsopgave for Statens Kunstfond - Kjeld Petersens Plads, Frederiksberg (2011), 

## Repræsenteret
- Herning Kunstmuseum
- Vejen Kunstmuseum
- Kunsten Museum of Modern Art Aalborg
- Statens Kunstfond
- The London Institute-Collection
- Galleri Specta

## Kunstnersammenslutninger
Grønningen

## Udgivelser
Dictum (monografi)/Eva Steen Christensen - Vejen Kunstmuseum (2010)
Eva Steen Christensen: Hydra / Red. Rasmus Stenbakken, et al. - ARKEN Museum for Moderne Kunst (2023)

## Hædersbevisninger
- Statens Kunstfond – arbejdslegater (2001, 2005, 2006, 2008)
- Arkens Rejselegat (2011)
- Niels Wessel Bagges Hæderslegat (2009)
- Agnes Lunds Mindelegat (2008)

## Æreshverv og tillidsposter
- Værkstedsrådet/Statens Værksteder for kunst og Håndværk
- Kunstforeningen Gl. Strand´s bestyrelse
- Madeleines Madteater´s Kreative bestyrelse
- Videnskabsteatrets Udviklingsgruppe

## Eksterne link
- kunstnernes egen hjemmeside Arkiveret 1. august 2015 hos  Wayback Machine
- artikel Kunsten.nu Arkiveret 25. marts 2016 hos  Wayback Machine
- Prismodtager Niels Wessel Bagges Kunstfond (2009) Arkiveret 11. august 2014 hos  Wayback Machine